# Mouna
Pour les articles homonymes, voir Mouna (homonymie).
La mouna, ou mona ou bien lamona ou khobz soltani, est une brioche en forme de dôme ou de couronne de la cuisine pied-noir et algérienne,, originaire d'Oranie (en Algérie) et particulièrement d'Oran, qui est traditionnellement confectionnée pour les fêtes de Pâques.

## Origine du nom

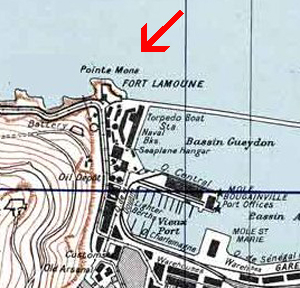
Presqu'île de la Mona et fort.

La mouna, ou mona, étant semblable à la mona de Pascua espagnole, il est souvent affirmé que cette pâtisserie a été amenée par les Valenciens en Oranie.
Le nom vient du terme arabe munna, qui signifie « provision de bouche ». régal que les Maures offraient à leurs seigneurs[réf. nécessaire]
Une autre hypothèse rapproche le nom du gâteau de celui du fort construit par le premier gouverneur espagnol, don Diego, marquis de Comarez, à l'endroit même du débarquement ; ce fort fut appelé Castillo de la Mona (château de la Guenon, devenu fort de la Moune, puis Fort Lamoune), car, dit-on, l'endroit entièrement boisé était habité par des bandes de singes (mona en espagnol). Pour la fête de Pâques, les familles auraient fait passer aux prisonniers du fort des gâteaux, piqués sur de longues perches, qui auraient pris le nom du lieu.
Une troisième hypothèse avance que le gâteau porterait ce nom parce que les Oranais avaient l'habitude d'aller piqueniquer près de ce fort, à Pâques.
Henri Chemouilli, quant à lui, rapproche mouna de mimouna, probablement issu de l'arabe imoun (« heureux »), qui est le nom du dernier jour de la Pâque juive.
Selon André Lanly, mouna vient du valencien mona (avec un o fermé), qui dériverait de l'adjectif latin munda dans l'expression munda annona, qui désignait le pain de luxe dans l'armée romaine. Il s'appuie sur le fait qu'en valencien comme en catalan la dentale du groupe nd s'efface. Dans le parler populaire d'Algérie, mouna désignait aussi un coup porté sur la joue : « Il lui a mis une mouna comme ça ! »
Claude Arrieu, dans un essai sur les fêtes religieuses d'Algérie avant 1962, pense également que la mouna est issue de la brioche pascale catalane, la mona. En effet, les Valenciens, Mallorquins et Catalans auraient apporté à Oran un savoir-faire vieux de plus de trois cents ans. Selon les documents historiques étudiés par Arrieu, ce gâteau de Pâques né dans la province d'Alicante est rattaché à une légende. Une vieille femme surnommée La Mouna pétrissant un pain avec la plus blanche des farines et des œufs les plus frais aurait guéri une reine frappée d’un mal mystérieux. Ce « sein de la sultane » brun, arrondi, lisse et luisant émut le roi qui donna le nom de Mona à ce gâteau.
Pierre Mannoni signale en tout cas que, quelle que soit la forme de la mouna, l'important réside dans la tradition du pique-nique où on la déguste et que cette coutume, qui se retrouve partout en Algérie, constitue une célébration du printemps, un « rite plus païen que chrétien sans doute ». Il rejoint Joëlle Hureau pour qui « faire la mouna, c'est sacrifier à un rite ».
Une histoire populaire à Oran raconte que la Mona aurait été inventé par une femme Ziyanid du nom de Mouna. Cette femme aurait été cuisinière chez un baron espagnol durant la période espagnole d’Oran. Un jour, elle aurait cuisiné une de ces spécialités, une brioche dont tout le monde a raffolé. Cette Brioche sera plus tard commercialisée dans la région par le soi-disant baron. Or, bien qu’ayant gardé le nom de sa créatrice, son origine sera attribuée aux espagnols oranais et Mouna sombrera dans l’oubli sans jamais être créditée pour sa recette.

## Fabrication

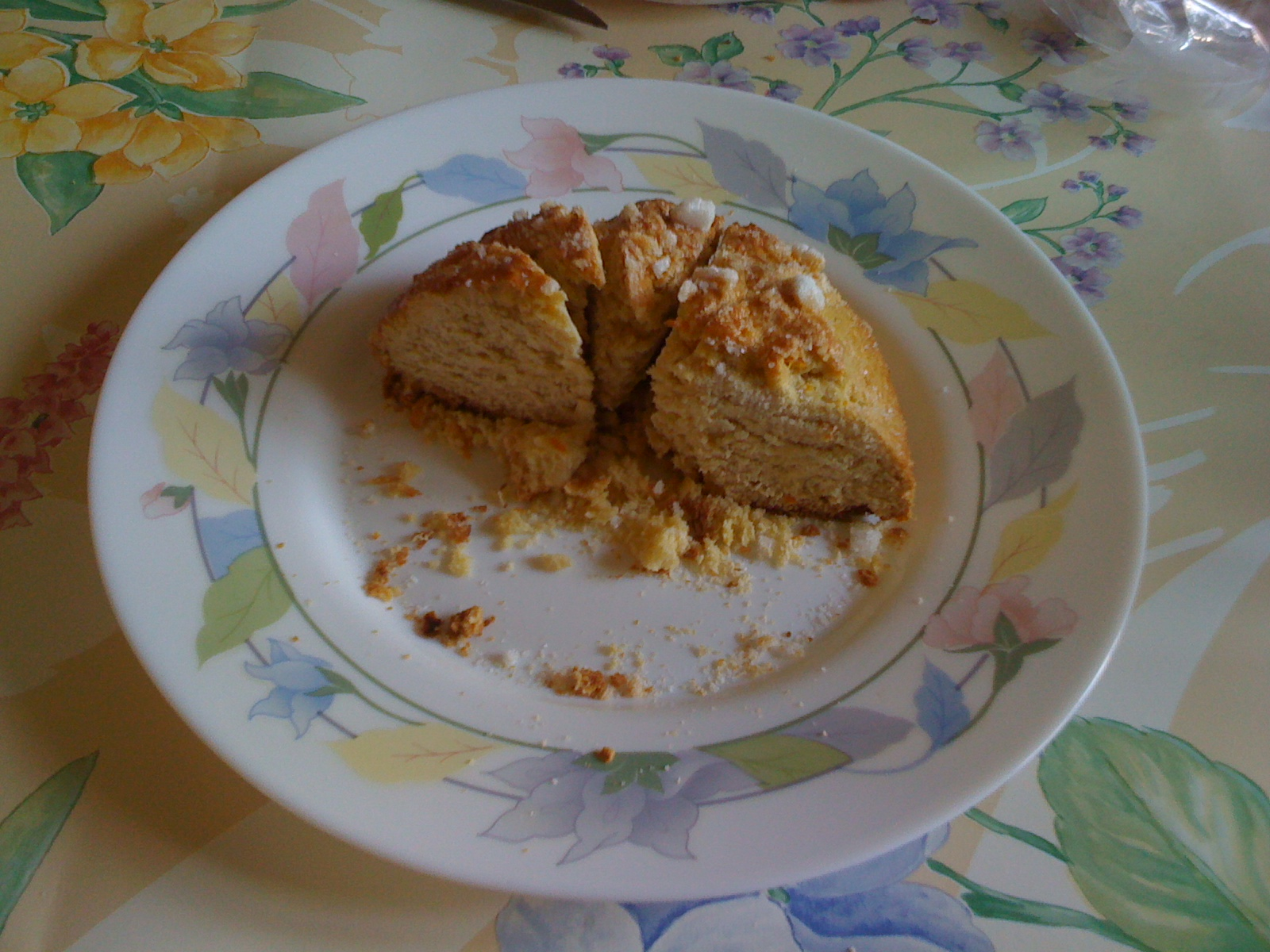
Consistance d'une mouna entamée.

Il s'agit d'une pâte levée faite de farine, eau, lait, levure de boulanger, à laquelle on adjoint de l’huile, le jus et le zeste d’oranges (ou de la fleur d'oranger) et une tisane d’anis ou du rhum. La pâte est fractionnée en petites boules que l'on badigeonne de jaune d'œuf battu avec un peu de lait et dont on recouvre le sommet de morceaux de sucre concassé. Certaines peuvent être garnies d'un œuf frais de poule. Les boules, posées sur un grand plateau en tôle, sont ensuite cuites au four.

## Tradition
La mouna pouvait être cuite à la maison ou dans le four du boulanger. On la mangeait le jour de Pâques et le lundi lors de l'excursion traditionnelle. Ce gâteau ne s'achetait pas, il était offert aux personnes présentes lors des réunions familiales ou d'amis.
L'importance de la mouna était telle que Marc Baroli a écrit : « Pâques est seulement la veille de la mouna » et que « faire la mouna » est devenu synonyme de « piqueniquer à Pâques ».
La dégustation de la mouna est entrée dans le Midi de la France, dans les années 1960, avec le rapatriement des Pieds-Noirs.